# Nazha El Khalidi
Nazha El-Khalidi (El Aaiún, 27 de diciembre de 1991) es una periodista saharaui, miembro del colectivo Equipe Media. 

## Trayectoria
Fue detenida el 4 de diciembre de 2018, mientras retransmitía una manifestación en El Aaiún, localidad que forma parte de la Ocupación marroquí del Sahara Occidental. El vídeo muestra el momento en el que es perseguida la periodista, que a continuación fue golpeada y su teléfono confiscado.
Ya había sido detenida por la Gendarmería Real en la playa de Fem Lwad en 2016, también durante una manifestación a favor de la autodeterminación del Sahara Occidental, que grababa como corresponsal para la televisión de la República Árabe Saharaui Democrática.
Cinco abogados internacionales que habían acudido para seguir el juicio fueron retenidos el 18 de mayo, según denunció el Observatorio Cántabro de Derechos Humanos en el Sáhara Occidental.
La detención de El-Khalidi ha sido denunciada por organizaciones como Front Line Defenders, en el contexto del “acoso sistemático e intimidación de defensores de derechos humanos, periodistas y activistas de medios en el Sahara Occidental”.